# رادیو گیلان
رادیو گیلان، یا صدای جمهوری اسلامی ایران مرکز رشت رادیویی در استان گیلان وابسته به صدا و سیمای مرکز گیلان است.

## تاریخچه
رادیو رشت فعالیت خود را در سال ۱۳۳۴ با نصب فرستنده‌ای به قدرت ۷۵ وات در اداره پست و تلگراف گیلان در رشت آغاز کرد و در ابتدا بخشی از شهر رشت را تحت پوشش داشت نخستین مدیر رادیو رشت آقای سرتیپ پور بود و اولین گوینده آقای محتشمی که در واقع اولین کسی که صدای او از رادیو رشت برای مخاطبان پخش شد.
در روز فقط یک ساعت برنامه پخش می‌شدکه شامل اخبار استان و برنامه‌های محلی بود. بعد از یک ماه آقای سرتیپ پور کناره‌گیری کرد و آقای امیر هادی کشفی به ریاست رادیو رشت منصوب شد. براساس پیگیری‌های ایشان دستگاه بی‌سیم از ۷۵ واتی به ۱۶۰ وات ارتقاء پیدا کرد.
این دستگاه را ارتش گیلان به‌طور موقت در اختیار رادیو قرار داده بود. از اولین هنر پیشگان نمایشی برنامه رشت آقای دودکار را می‌توان نام برد. ایشان در هفته ۱۰ دقیقه برنامه داشتند. از گوینده‌ها، می‌توان آقای انام الله نوری و مستوفی را نام برد.
با پیگیری‌های مجدد آقای کشفی بی‌سیم ۱۶۰ واتی به یک کیلو واتی تغییر پیدا کرد. با تغییر بی‌سیم ۱۶۰ واتی به یک کیلو واتی آنتن از اداره پست و تلگراف به آزادگان رشت منتقل شد.
در محدوده فرستنده آزادگان یک ساختمان یک طبقه‌ای برای استقرار این آنتن درست شده بود پوشش رادیویی همچنان شهرستان رشت بود یعنی شهر رشت همراه با چند محله روستایی، با دستگاه یک کیلوواتی تعداد کارکنان زیاد شد؛ و نام رادیو هم به اداره انتشارات رادیو تغییر پیدا کرد. در این زمان احمد نیک طلب از طرف تهران فرستاده شد تا به عنوان رادیو پیشگام استان‌های کشور , توسعه دهد . همزمان در این تغییرات هنرمندان معروفی وارد عرصه رادیو شدند آقایانی همچون: منوچهر ویسانلو، منوچهر جنتی، رکن الدین نژند، پرویز جوادی،غلامرضا امانی، منصور فانی و ناصر مسعودی خواننده گیلانی.
در زمان آقای کشفی، خانم نوری زاده و خانم عبدالحمید به گویندگان پیوستند. با افزایش کارمندان قسمت اداری و مالی رادیو توسعه پیدا کرد. متأسفانه رادیو رشت محل ثابتی برای اجرای برنامه‌ها نداشت. در ابتدا طبقه دوم گاراژ رودباری محل پخش برنامه‌های رادیو بود. موسیقی‌ها در آنجا ضبط می‌شد و دو ضبط صوت همراه با یک میکروفن وسایل ضبط موسیقی بودند.
با راه‌اندازی بی‌سیم یک کیلوواتی زمان برنامه‌ها به ۲ ساعت افزایش پیدا کرد. در سال ۱۳۳۷ یا اوایل سال ۱۳۳۸ آقای کشفی منتقل شدند و آقای سرمدی به مدیریت اداره انتشارات رادیو منصوب شدند. با آمدن ایشان محل کار به خیابان تختی روبروی یک ساختمان دو طبقه منتقل و در طبقه دوم آن یک استودیو کوچک برای موسیقی ساخته شد. بعد از آقای سرمدی آقای مؤمن پور شاعر و فرهنگی گیلان ریاست انتشارات رادیو رشت را بر عهده گرفت. ایشان تغییرات زیادی در رادیو رشت ایجاد کردند؛ شورای نویسندگان راه اندازی شد، ساعات پخش برنامه‌ها افزایش پیدا کرد، به گونه‌ای که صبحها هم ۳ ساعت برنامه پخش می‌شد و شورای برنامه‌ها نیز راه اندازی شد.
برنامه‌های رادیو رشت از صبح تا ۱۱ شب ادامه داشت. در این زمان نمایشنامه، برنامه کودک، برنامه نوجوان، برنامه روستا شروع به تولید شد. سال تولید این برنامه‌ها ۱۳۳۹ بود. از معروفترین برنامه‌های این دوره برنامه‌" دهقان" بود که روزی نیم ساعت از رادیو پخش می‌شد. نویسنده و تهیه‌کننده این برنامه‌ها آقای احمد چهره سا بود. رادیو از دو قسمت تشکیل شده بود؛ قسمت فنی زیرنظر اداره پست و تلگراف و قسمت اداری زیرنظر انتشارات رادیو بود.
در زمان آقای مؤمن پور دستگاه یک کیلوواتی به ۱۰ کیلوواتی تغییر پیدا کرد. برنامه‌ها از لحاظ کمی وکیفی افزایش چشم‌گیری پیدا کرد. با تغیر آقای مؤمن پور از سمت مدیریت اداره انتشارات رادیو رشت آقای نواب صفا دیگر شاعر گیلانی به این مسئولیت منصوب شد. در این زمان اداره پست و تلگراف دستگاه ۱۰۰ کیلوواتی را در فرستنده آزادگان راه اندازی کردند و این زمانی بود که رادیو و تلویزیون با هم ادغام گردید. (سال ۱۳۴۹)با گسترش فرستنده آزادگان مهندس پور یوسفی به سمت سرپرستی فرستنده ۱۰۰کیلوواتی رشت منصوب شدند.
در ابتدا برنامه روزانه خود را روی موج متوسط ۱/۴۴۱ متر برابر با ۶۸۰ کیلو سیکل در دو بخش: از ساعت ۹ تا ۱۲:۳۰ و از ساعت ۱۶:۳۰ تا ۲۱ پخش می‌کرد و پس از افتتاح فرستنده یکصد کیلو واتی ساعات پخش برنامه‌ها به ۱۹ ساعت رسید (۵ تا ۳۰ دقیقه بامداد) که از این مدت حدود ۶ ساعت تولید محلی بود. با گسترش دامنه فعالیت‌های رادیو و بهره‌گیری از هنرمندان موسیقی و تئاتر گیلان در اواخر سال ۱۳۳۷ با افزایش قدرت فرستنده به kw ۱۰ مناطق دیگری از رشت و حومه در پوشش رادیویی این فرستنده قرار گرفت.
در سال ۱۳۵۳ چهارده برنامه به علاوه برنامه‌های ویژه (سالروزها و ایام سوگواری) پخش مستقیم تولید برای شبکه جمعاً بمدت ۱۹/۱۰۹۱ ساعت برنامه تولید و پخش شده‌است. از آنجایی که قدرت آن فرستنده بسیار کم بود در سال ۱۳۴۶ فرستنده آزادگان با قدرت kw۱۰۰ اصلی و kw ۱۰ رزرو راه اندازی شد. در سال ۱۳۶۵ برای سیگنال رسانی بهتر به تمامی نقاط استان، ایستگاه پرقدرت کیاشهر با دو فرستنده پرقدرت kw ۱۰۰*۲ جهت پخش شبکه اول رادیویی روی فرکانس KHZ ۱۲۵۱ و دو فرستنده kw ۵۰ + ۱۰۰ جهت پخش شبکه دوم روی فرکانس KHZ ۱۵۲۱ و دو فرستنده kw ۴۰۰*۲ جهت پخش برنامه برون مرزی به زبان‌های روسی، انگلیسی، گرجی، ترکی آذری و ترکی استانبولی روی فرکانس KHZ ۷۰۲ نصب و راه اندازی شد.
از آنجایی که با راه اندازی این ایستگاه قسمتی از مناطق کوهستانی استان گیلان مانند رودبار و منجیل، لوشان از کیفیت سیگنال رسانی مطلوب برخوردار نبوده و در زیر مقدار استاندارد یک میلی ولت دریافت می‌شد با تعمیر و تغییر فرکانس فرستنده آزادگان به دلیل دارا بودن آنتن همه جهته با انتخاب فرکانس پائین KHZ ۶۵۷ برای این فرستنده علاوه بر رفع مشکل این مناطق تمام نقاط کوهستانی استان زیر پوشش مطلوب برنامه قرار گرفت.
با راه اندازی شبکه استانی صدای مرکز گیلان در سال ۱۳۷۷، هم‌اکنون برنامه‌های رادیو استانی به صورت ۲۴ ساعته از فرستنده پر قدرت ۱۰۰ کیلوواتی کیاشهر روی موج متوسط فرکانس ۶۵۷ کیلوهرتز و برنامه های رادیو ایران روی فرکانس ۵۵۸ کیلوهرتز در گستره عظیمی از استان پخش می‌شود. در حال حاضر فرستنده‌های FM زیباکنار به قدرت kw ۱۰*۲ روی فرکانس ۹۵ مگاهرتز، FM عطاکوه به قدرت ۲ kw روی فرکانس ۹۴/۷ مگاهرتز، FM لوشان به قدرت w ۱۰۰ روی فرکانس ۱۰۱/۷ مگاهرتز، FM آستارا به قدرت w ۱۰۰ روی فرکانس ۸۹ مگاهرتز و FM گنجه به قدرت W ۱۰ روی فرکانس ۱۰۸ مگاهرتز و FM گوشت پزان به قدرت W ۱۰ روی فرکانس ۱۰۷ مگاهرتز گستره وسیعی از استان گیلان را تحت پوشش قرار می‌دهند.

## واحدهای برون مرزی
این رادیو دارای دو بخش برون مرزی رادیو گرجی و رادیو تالشی است که به ترتیب در ۱۳۷۶ و ۱۳۸۲ تأسیس شده‌اند.